# Карате на Европейских играх 2015

Бакинский кристальный зал
Вид снаружи, вместимость 25000

Соревнования по карате на Европейских играх 2015 прошли в столице Азербайджана, в городе Баку 13 и 14 июня в Бакинском кристальном зале. Разыграны 12 комплектов наград. В соревнованиях приняли участие 96 спортсменов (48 мужчин и 48 женщин).

## Календарь
| ЦО | Церемония открытия | 6 | Финалы соревнований | ЦЗ | Церемония закрытия |

| Июнь   | Июнь   | 12 Пт | 13 Сб | 14 Вс | 15 Пн | 16 Вт | 17 Ср | 18 Чт | 19 Пт | 20 Сб | 21 Вс | 22 Пн | 23 Вт | 24 Ср | 25 Чт | 26 Пт | 27 Сб | 28 Вс | Медали |
| ------ | ------ | ----- | ----- | ----- | ----- | ----- | ----- | ----- | ----- | ----- | ----- | ----- | ----- | ----- | ----- | ----- | ----- | ----- | ------ |
| Карате | Карате | ЦО    | 6     | 6     |       |       |       |       |       |       |       |       |       |       |       |       |       | ЦЗ    | 12     |

## Медали

### Общий зачёт
(Жирным выделено самое большое количество медалей в своей категории; принимающая страна также выделена)
| Общее количество медалей |             |        |         |        |       |
| Место                    | Страна      | Золото | Серебро | Бронза | Всего |
| 1                        | Азербайджан | 4      | 0       | 2      | 6     |
| 2                        | Турция      | 3      | 2       | 4      | 9     |
| 3                        | Франция     | 2      | 2       | 1      | 5     |
| 4                        | Испания     | 2      | 0       | 0      | 2     |
| 5                        | Хорватия    | 1      | 1       | 1      | 3     |
| 6                        | Италия      | 0      | 3       | 0      | 3     |
| 7                        | Австрия     | 0      | 2       | 0      | 2     |
| 8                        | Германия    | 0      | 1       | 0      | 1     |
| 8                        | Греция      | 0      | 1       | 0      | 1     |
| 10                       | Македония   | 0      | 0       | 2      | 2     |
| 11                       | Россия      | 0      | 0       | 1      | 1     |
| 11                       | Черногория  | 0      | 0       | 1      | 1     |
| Всего                    | Всего       | 12     | 12      | 12     | 36    |

### Медалисты

#### Мужчины
| Дисциплина  | Золото                         | Серебро                 | Бронза                       |
| ----------- | ------------------------------ | ----------------------- | ---------------------------- |
| до 60 кг    | Фирдовси Фарзалиев Азербайджан | Лука Мареска Италия     | Эмиль Павлов Македония       |
| до 67 кг    | Бурак Уйгур Турция             | Стивен да Коста Франция | Ниязи Алиев Азербайджан      |
| до 75 кг    | Рафаэль Агаев Азербайджан      | Луиджи Буза Италия      | Эрман Эльтемур Турция        |
| до 84 кг    | Айхан Мамаев Азербайджан       | Михаил Цанос Греция     | Угур Акташ Турция            |
| свыше 84 кг | Энес Эркан Турция              | Джонатан Орне Германия  | Мартин Нестеровски Македония |
| ката        | Дамиан Кинтеро Испания         | Маттиа Бузато Италия    | Мехмет Якан Турция           |

#### Женщины
| Дисциплина  | Золото                     | Серебро                  | Бронза                     |
| ----------- | -------------------------- | ------------------------ | -------------------------- |
| до 50 кг    | Серап Озчелик Турция       | Беттина Планк Австрия    | Александра Реккья Франция  |
| до 55 кг    | Эмили Туй Франция          | Елена Ковачевич Хорватия | Илаха Гасымова Азербайджан |
| до 61 кг    | Люси Иньяс Франция         | Мерве Чобан Турция       | Ана Ленард Хорватия        |
| до 68 кг    | Ирина Зарецкая Азербайджан | Алиса Бухингер Австрия   | Марина Ракович Черногория  |
| свыше 68 кг | Маша Мартинович Хорватия   | Мелтем Ходжаоглу Турция  | Иванна Зайцева Россия      |
| ката        | Сандра Санчес Испания      | Санди Скордо Франция     | Дилара Бозан Турция        |